# Cryptoblepharus richardsi
Cryptoblepharus richardsi es una especie de escincomorfos de la familia Scincidae.

## Distribución geográfica
Es endémica de la isla Misima, del archipiélago de las Luisiadas (Papúa Nueva Guinea).